# Raúl de Labougle
Raúl de Labougle Carranza (Buenos Aires, 20 de enero de 1896-Provincia de Corrientes, 15 de diciembre de 1986) fue un abogado, historiador, académico y diplomático argentino. Fue docente, juez de paz y representante diplomático de Argentina en España, Checoslovaquia, Venezuela y Bélgica.

## Biografía
Hijo de Luisa Carranza Mármol y Adolfo Labougle Lagraña (1858-1926). Entre sus 10 hermanos incluyen a los también diplomáticos Ricardo Labougle Carranza y Eduardo Labougle Carranza.
De 1913 a 1926 estudió historia en la Facultad de Derecho y Ciencias Sociales de la Universidad de Buenos Aires. Durante sus estudios, realizó investigaciones en los archivos de España, Francia e Italia en 1914, 1924, 1927 y 1939. En la Escuela Superior de Comercio Carlos Pellegrini, fue profesor de historia argentina y americana, y de historia de civilización antigua. De 1925 a 1935, fue secretario del Juzgado de 1.° instancia en lo Comercial de la Capital Federal. Entre 1935 y 1945, fue juez de paz del Juzgado N.° 23 de la Capital Federal.
En abril de 1943, asistió a una recepción en el buque escuela español Juan Sebastián de Elcano en Buenos Aires. En 1944 fue profesor de historia antigua en el Colegio Nacional de Buenos Aires.
De 1945 a 1947 fue ministro consejero y encargado de negocios en la embajada de Argentina en España. Entre mayo de 1947 y 1948 fue ministro plenipotenciario en Checoslovaquia. Posteriormente, entre 1948 y 1950 fue representante en Venezuela, y en 1950 fue enviado a Bélgica, con concurrencia en Luxemburgo.
En 1968 fue nombrado académico de la Academia Nacional de la Historia de la República Argentina. También integró la Real Academia de Madrid, la Academia Nacional Sanmartiniana y el Instituto Argentino de Ciencias Genealógicas.
Se radicó en la provincia de Corrientes, donde falleció en 1986. La Biblioteca y el Archivo del Museo Histórico Provincial hoy llevan su nombre.

## Obras
- Litigios de antaño, Imprenta Coni, 1941
- Historia de los comuneros, Imprenta Coni, 1953.
- Don José de María, 1962.
- De re diplomatica, G. Kraft, 1964.
- La cuestión Malvinas en las Naciones Unidas, Casa Pardo, 1965.
- Historia de San Juan de Vera de las Siete Corrientes, 1588–1814, Librería Platero, 1978.[8]
- San Martín en el ostracismo, 1979.
- Las reducciones del Chaco, en el Boletín del Instituto de Investigaciones Históricas, Dr. Emilio Ravignani Año XI, tomo XI, pp. 18-19.